# Somerville, Alabama
Somerville là một thị trấn thuộc quận Morgan, tiểu bang Alabama, Hoa Kỳ. Dân số năm 2009 là 653 người, mật độ đạt 92 người/km².